# 8223 Bradshaw
8223 Bradshaw è un asteroide della fascia principale del diametro medio di circa 13,92 km. Scoperto nel 1996, presenta un'orbita caratterizzata da un semiasse maggiore pari a 2,7345948 UA e da un'eccentricità di 0,2296663, inclinata di 9,51346° rispetto all'eclittica.